# Saint-Saviol

Saint-Saviol este o comună în departamentul Vienne, Franța. În 2009 avea o populație de 482 de locuitori.